# Anisodes obliviaria
Anisodes obliviaria är en fjärilsart som beskrevs av Walker 1861. Anisodes obliviaria ingår i släktet Anisodes och familjen mätare. Inga underarter finns listade i Catalogue of Life.